# Brania wellfleetensis
Brania wellfleetensis är en ringmaskart som beskrevs av Pettibone 1956. Brania wellfleetensis ingår i släktet Brania och familjen Syllidae. Inga underarter finns listade i Catalogue of Life.